# Nicolaas Beetsplantsoen

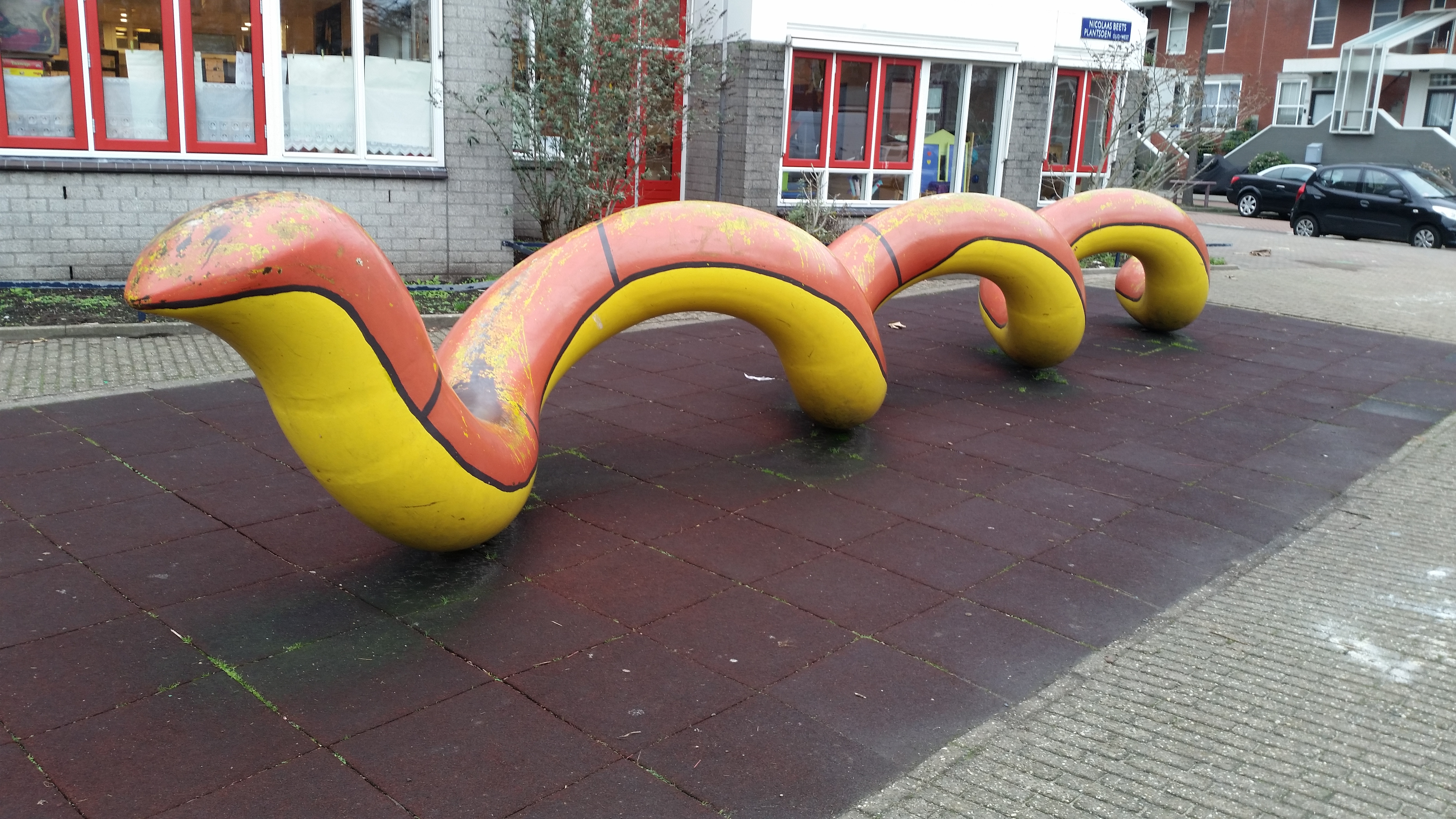
De slang (januari 2019)

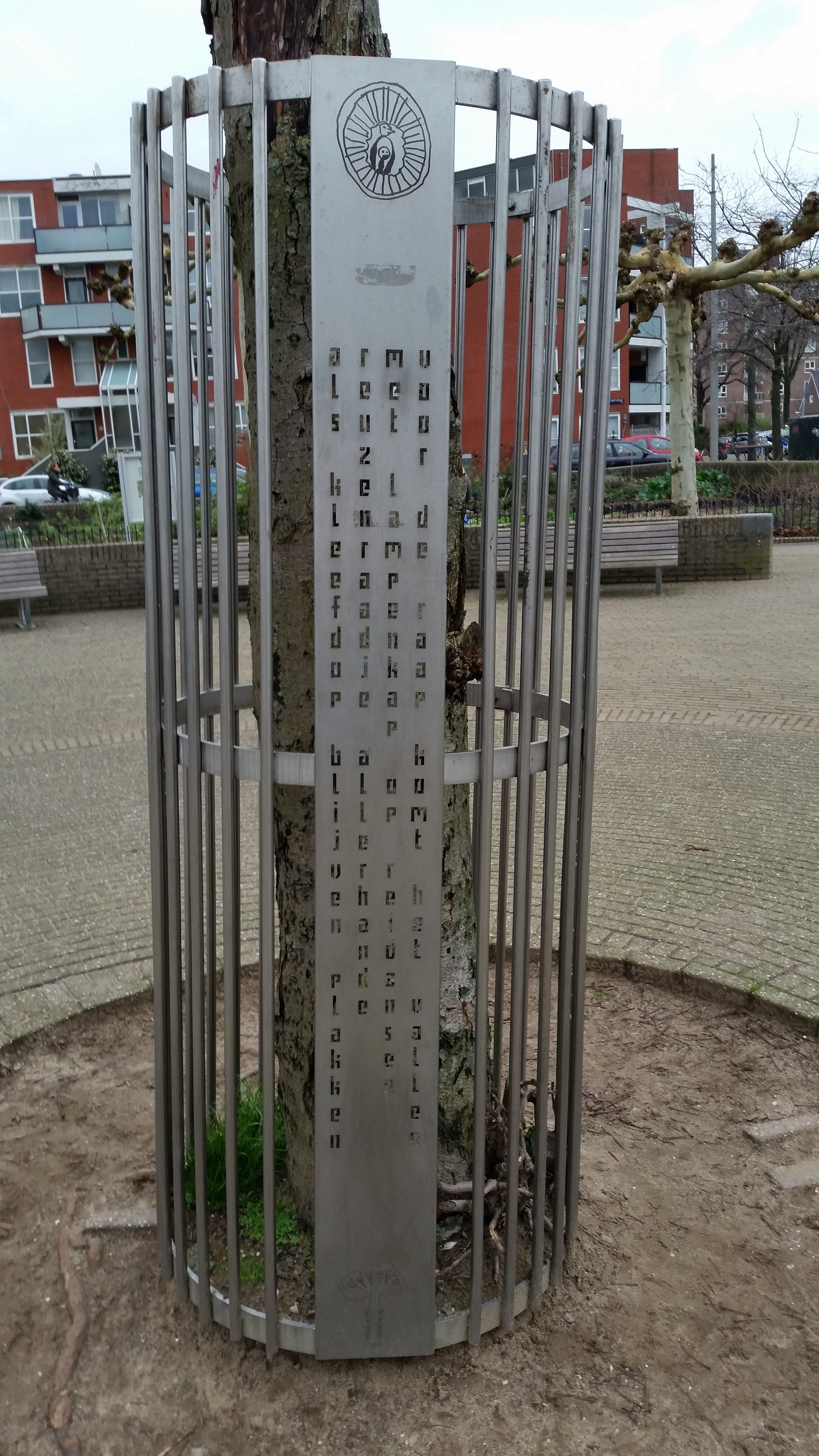
Straatpoëzie "Als kleefdop blijven hangen" (januari 2019)

Het Nicolaas Beetsplantsoen is een plein in Amsterdam Oud-West.

## Geschiedenis
Het plein is vernoemd naar de Nicolaas Beetsstraat, die op zijn beurt vernoemd is naar schrijver Nicolaas Beets. De geschiedenis van het plantsoen is nog kort. Ze kreeg haar naam per raadsbesluit op 1 juli 1981. Ze ontstond is de jaren daaropvolgend toen hier in de Kinkerbuurt een grootschalige sanering plaatsvond van allerlei revolutiebouw uit de 19e eeuw. Die was dusdanig versleten, vervallen en verouderd, dat er hier gekozen werd voor rigoureuze sloop en nieuwbouw. Door die sloop kwam hier een lege plek, die gebruikt kon worden voor opslag van bouwmaterialen en pas in het begin van de jaren negentig kwam er een plein te liggen.
Rond 2007 is het plein opnieuw ingericht en kwamen er groentetuintjes.

## Ligging en gebouwen
Het plantsoen wordt omringd door de eerder genoemde Nicolaas Beetsstraat aan de oostzijde; aan de zuidzijde door het Jacob van Lennepkanaal en de Jacob van Lennepkade. Aan de noordzijde werd in 1982 een basisschool aan de Borgerstraat geopend, het is in 2019 het oudste gebouw aan het plein. Aan de westzijde kwam er in 1989 nieuwbouw met het adres Nicolaas Beetsplantsoen 2 tot en met 20; het plein straat heeft geen oneven huisnummers. Het plantsoen blokkeert samen met twee woonblokken doorgaand verkeer in wat ooit de belangrijkste straat hier was, de Jacob van Lennepstraat.

## Kunst
Het plantsoen herbergt een aantal kunstobjecten. Twee daarvan vallen in de categorie toegepaste kunst annex straatmeubilair; het zijn speelobjecten annex zitbankjes. Achter de school op het plein ligt een artistiek speelobject in de vorm van een slang, geel en rood gekleurd, ontworpen door Jos Wong Lun Hing, dat eerst naast de school lag. Midden op het plantsoen wordt een kastanjeboom beschermd door een stalen hekwerk, waarin straatpoëzie te lezen is. Het ontwerp is van kunstenaar Lilian van Veen; de teksten zijn van Christian Maat/Kristiaan Kanstadt, die ook verantwoordelijk was voor de teksten op de M.S. Vaz Diasbrug. Het kunstwerk bestaat uit een traliewerk om de boom heen met daarin verwerkt vier plaquettes met tekst, die van boven naam beneden moet worden gelezen. Het kunstwerk werd 31 oktober 2008 onthuld. De teksten:
nootbruin in de wilde maanden
een vroege wissel op de jaren
lang licht wit dragen
min het zoete zweet der dagen
onder boven wonder
groeven van jongs af ronden
met hartjes zacht verwonden
in slagschaduw verbonden
als kleefdop blijven plakken
reuzenraadje allerhande
met lampenkap op reidansen
voor de raap komt het vallen
oud maar nog niet opgezout
vers uit groen gebrouwen
van zonzij zien allen blauw
luchtig spreek ik door jou
Er is een muurschildering aangebracht op de achtergevel van de school (dus ook aan de zijde van het plantsoen). Deze muurschildering toont de tekst van een (kinder)rijmpje van Ienne Biemans uit de bundel Ik was de zee uit 1989 omsierd door een Mario- en Lego-figuurtje:
Ik heb een touw
om vast te binden
Alles wat ik mooi kan vinden
Alles waar ik veel van hou
Bind ik vast
aan m’n slingertouw